# Norbert Hosten

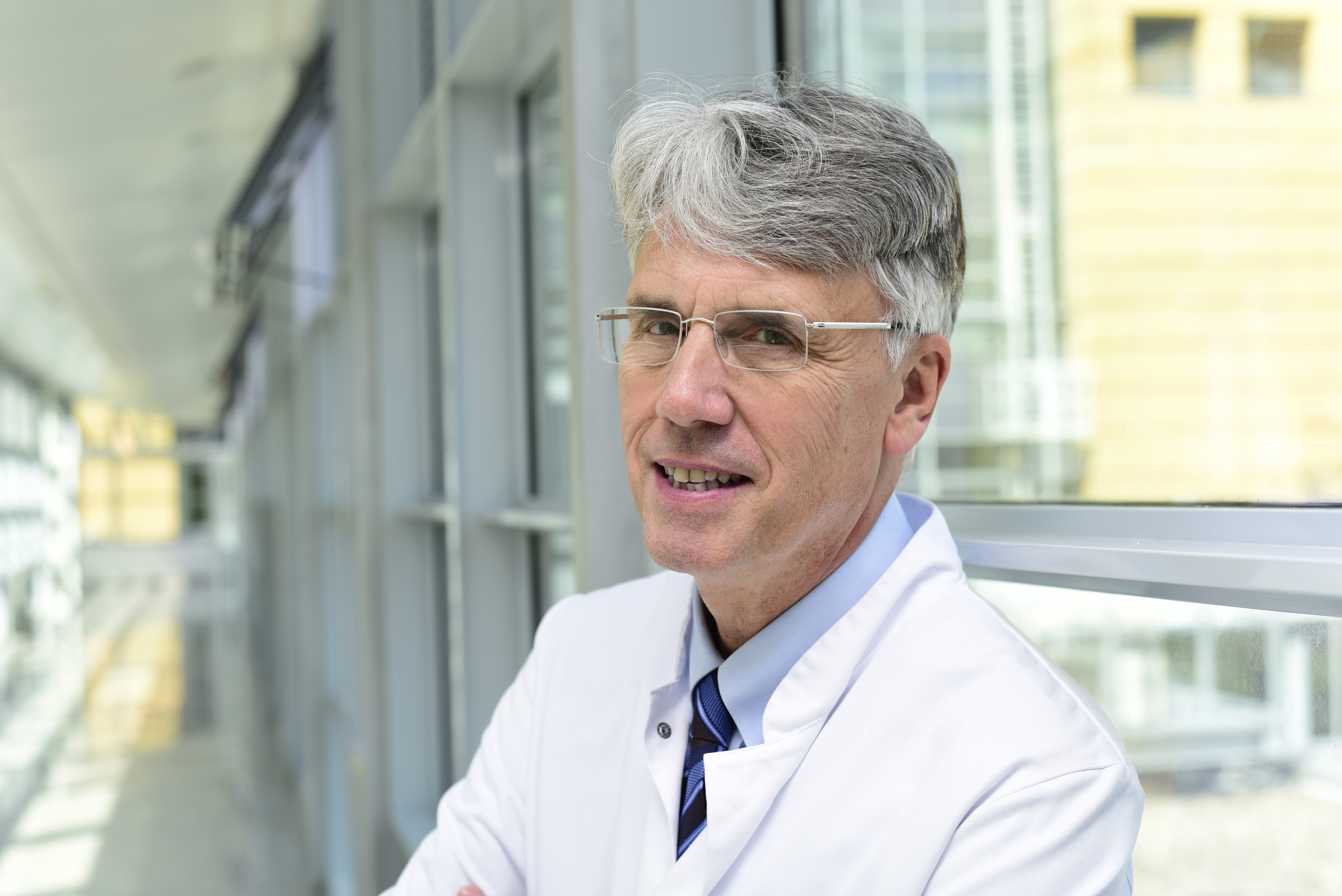
Norbert Hosten

Norbert Hosten (* 14. Juli 1957 in Düsseldorf) ist ein deutscher Radiologe und Hochschullehrer an der Universität Greifswald.

## Karriere
Hosten studierte an der Freien Universität Berlin, wo er 1988 auch promovierte und anschließend habilitierte. Er war leitender Oberarzt an der Strahlen- und Poliklinik am Berliner Rudolf-Virchow-Krankenhaus der Freien Universität Berlin – später Charité Universitätsmedizin Berlin, bevor er 2001 Lehrstuhlinhaber für Diagnostische und Interventionelle Radiologie an der Universität Greifswald wurde und Direktor des „Instituts für Diagnostische Radiologie und Neuroradiologie“ der Universitätsmedizin Greifswald.

## Forschungsschwerpunkte und Engagement
Hostens Arbeitsschwerpunkte liegen in der Magnetresonanztomographie, der Interventionellen Radiologie und der Telemedizin. Im Jahr 2008 übernahm er den Vorsitz des Vereins „Telemedizin in der Euroregion Pomerania“, einem Zusammenschluss von Experten, der sich die Entwicklung und den Ausbau der Telemedizin in der Euroregion Pomerania zum Ziel gesetzt hat. Von Juni 2013 bis Mai 2015 diente er zwei Jahre lang als Präsident der Deutschen Röntgengesellschaft. Seit Januar 2022 ist Norbert Hosten als Editor-in-Chief der Sektion „Health Care Informatics and Big Data“ der Zeitschrift healthcare/Basel tätig.

## Auszeichnungen
Am 29. Oktober 2015 wurde er in Stettin mit dem zweijährig vergebenen Preis Pomerania Nostra der Universitäten Greifswald und Stettin für seine Verdienste um die grenzüberschreitende Telemedizin in der Euroregion Pomerania geehrt.
Im Jahr 2019 zeichnete der Greifswalder Fachschaftsrat Medizin das Institut für Diagnostische Radiologie und Neuroradiologie mit dem Preis für die beste Lehre in einem klinisch-praktischen Fach aus.
2024 wurde Hosten „für seine herausragenden Leistungen auf dem Gebiet der medizinischen Bildgebung“ mit dem Alfred-Breit-Preis 2024 der Deutschen Röntgengesellschaft ausgezeichnet.

## Werke

### Als Autor
- Thyreotropin-Bestimmung im Serum mit einem hochempfindlichen Fluoreszenzimmunoassay. Dissertation, 1988
- Auge und Orbita: radiologische Differentialdiagnostik. Thieme, Stuttgart, New York, 1995, ISBN 3-13-101021-5.
- mit Thomas Liebig: Computertomographie von Kopf und Wirbelsäule. Thieme, Stuttgart, New York, 2000, ISBN 3-13-117111-1 (mehrere Auflagen, erschien auch in Englisch, Polnisch, Italienisch und Russisch)
- Magnevist: eine Monographie. Blackwell-Wissenschafts-Verlag, Berlin, Wien, 1994, ISBN 3-89412-162-9 (mehrere Auflagen, erschien auch in Englisch)

### Als Herausgeber
- Kernspintomographie: Kompendium und Atlas. Norbert Hosten, Arne Jörn Lemke und Roland Felix, Loseblattsammlung, ecomed Medizin, Landsberg/Lech, 1999, ISBN 3-609-79030-X.
- Whole-body MRI-Screening. Ralf Puls und Norbert Hosten, Springer-Verlag, Berlin, Heidelberg, 2014, ISBN 978-3-642-55200-7.[9]